# Dissiminassa dissimilis
Dissiminassa dissimilis är en kräftdjursart som först beskrevs av Stout 1913.  Dissiminassa dissimilis ingår i släktet Dissiminassa och familjen Lysianassidae. Inga underarter finns listade i Catalogue of Life.